# Kerstin Garefrekes

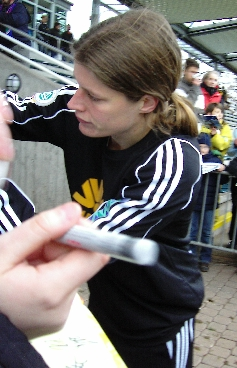
Kerstin Garefrekes, 2007

Kerstin Garefrekes, född 4 september 1979 i Ibbenbüren, är en tysk fotbollsspelare som spelar i 1. FFC Frankfurt i Fußball-Bundesliga för damer. Garefrekes har sedan 2001 representerat det tyska landslaget.